# Lorenzo di Bonaventura
Lorenzo di Bonaventura (New York, 1957) is een Amerikaanse filmproducent.
Hij heeft een bachelor-graad behaald aan de Harvard-universiteit en studeerde af aan de Universiteit van Pennsylvania. Di Bonaventura begon zijn carrière in 1989 als uitvoerend producent bij Warner Bros. Pictures. Daar klom hij in 2001 uiteindelijk op tot CEO. In 2003 richtte hij zijn eigen productiemaatschappij op, Di Bonaventura Pictures, waarmee hij sinds 2005 diverse films produceerde.

## Filmografie
- Man on a Ledge (2012)
- The Devil Inside (2012) ook als (executive producer)
- Transformers: Dark of the Moon (2011)
- RED (2010)
- Salt (2010)
- G.I. Joe: The Rise of Cobra (2009)
- Transformers: Revenge of the Fallen (2009)
- Stardust (2007)
- 1408 (2007)
- Transformers (2007)
- Shooter (2007)
- Derailed (2005)
- Doom (2005)
- Four Brothers (2005)
- Constantine (2005)